# 385
385（三百八十五、さんびゃくはちじゅうご）は自然数、また整数において、384の次で386の前の数である。

## 性質
- 385は合成数であり、約数は 1, 5, 7, 11, 35, 55, 77, 385 である。
  - 約数の和は576。
    - 約数の和が平方数になる23番目の数である。1つ前は382、次は400。
- 385 = 12 + 22 + 32 + 42 + 52 + 62 + 72 + 82 + 92 + 102
  - 10番目の四角錐数である。1つ前は285、次は506。
- 42番目の楔数である。1つ前は374、次は399。
  - 3連続素数の積で表される3番目の数である。1つ前は105、次は1001。
- 六進法では回文数になる46番目の数である。1つ前は343、次は427。(オンライン整数列大辞典の数列 A029953)
  - 例．385(10) = 1441(6)
- 各位の和が16になる17番目の数である。1つ前は376、次は394。
- 385 = 6 × 26 + 1 
  - 6番目のカレン数である。1つ前は161、次は897。
  - 385 = 3 × 27 + 1 より27番目のプロス数である。1つ前は353、次は417。
- 385 = 42 + 122 + 152 = 52 + 62 + 182
  - 3つの平方数の和2通りで表せる96番目の数である。1つ前は382、次は392。(オンライン整数列大辞典の数列 A025322)
  - 異なる3つの平方数の和2通りで表せる76番目の数である。1つ前は382、次は392。(オンライン整数列大辞典の数列 A025340)
- 3桁以上の数で最大桁と最小桁で作る数で元の数を割り切れる45番目の数である。1つ前は374、次は390。(オンライン整数列大辞典の数列 A108343)
例．385 ÷ 35 = 11
  - 38…85 の形の数はすべて35の倍数である。(例．38…85 = 11…11 × 35)
- 385 = 3 × 27 + 1
  - n = 7 のときの 3 × 2n + 1 の値とみたとき1つ前は193、次は769。(オンライン整数列大辞典の数列 A181565)
- 385 = 73 + 72 − 7
  - n = 7 のときの n3 + n2 − n の値とみたとき1つ前は246、次は568。(オンライン整数列大辞典の数列 A085490)
- 385 = 232 − 144
  - n = 23 のときの n2 − 122 の値とみたとき1つ前は340、次は432。(オンライン整数列大辞典の数列 A132766)

## その他 385 に関連すること
- 国際電話番号の385は、クロアチア。
- バーコード規格、EANの国コード385は、クロアチア。
- スカパー!のCh385は、JLC385プラス。
- ファニング(USS Fanning, DD-385)は、アメリカ海軍の駆逐艦。
- リッチェイ(USS Richey, DE-385)は、アメリカ海軍の護衛駆逐艦。
- バング (USS Bang, SS-385) は、アメリカ海軍の潜水艦。
- 三八五（みやご）グループは、三八五流通を母体として青森県内で事業を展開する企業グループ。
- 385 (さんはちご) は、沖縄在住のハードコアファンクバンド。